# Clara Zetkin
Clara Zetkin (nhũ danh Eissner; 05 tháng 7 năm 1857 - 20 tháng 6 năm 1933) là một nhà lý luận Mác-xít Đức, nhà hoạt động, và vận động cho quyền phụ nữ. Năm 1910, bà đã tổ chức ngày Quốc tế Phụ nữ đầu tiên.
Cho đến năm 1917, bà đã hoạt động tích cực trong Đảng Dân chủ Xã hội Đức, sau đó bà gia nhập Đảng Xã hội Dân chủ độc lập Đức (USPD) và tổ chức Liên đoàn Spartacus; này sau đó trở thành Đảng Cộng sản Đức (KPD), mà bà đại diện trong Reichstag trong Cộng hòa Weimar 1920-1933.

## Tiểu sử
Là con cả trong gia đình có ba người con, Clara Zetkin có tên lúc sinh là Clara Josephine Eissner, nơi sinh là Wiederau, một làng nông thôn ở Saxony, nay là một phần của đô thị tự quản Königshain-Wiederau. Cha của bà, Gottfried Eissner, là một thầy giáo và nhạc công organ nhà thờ, là một người mộ đạo Tin Lành, trong khi mẹ cô, Josephine Vitale, có nguồn gốc Pháp và đến từ một gia đình trung lưu tại Leipzig và được học hành tốt. Sau khi học sư phạm, Zetkin phát triển các kết nối với các phong trào của phụ nữ và phong trào lao động ở Đức từ năm 1874. năm 1878, bà tham gia đảng Xã hội của người lao động (Sozialistische Arbeiterpartei, SAP). Đảng này đã được thành lập vào năm 1875 bởi việc sáp nhập hai đảng trước đó: ADAV hình thành bởi Ferdinand Lassalle và SDAP của August Bebel và Wilhelm Liebknecht. Năm 1890 tên của tổ chức này đã được thay đổi như hiện nay Đảng Dân chủ Xã hội Đức (SPD).

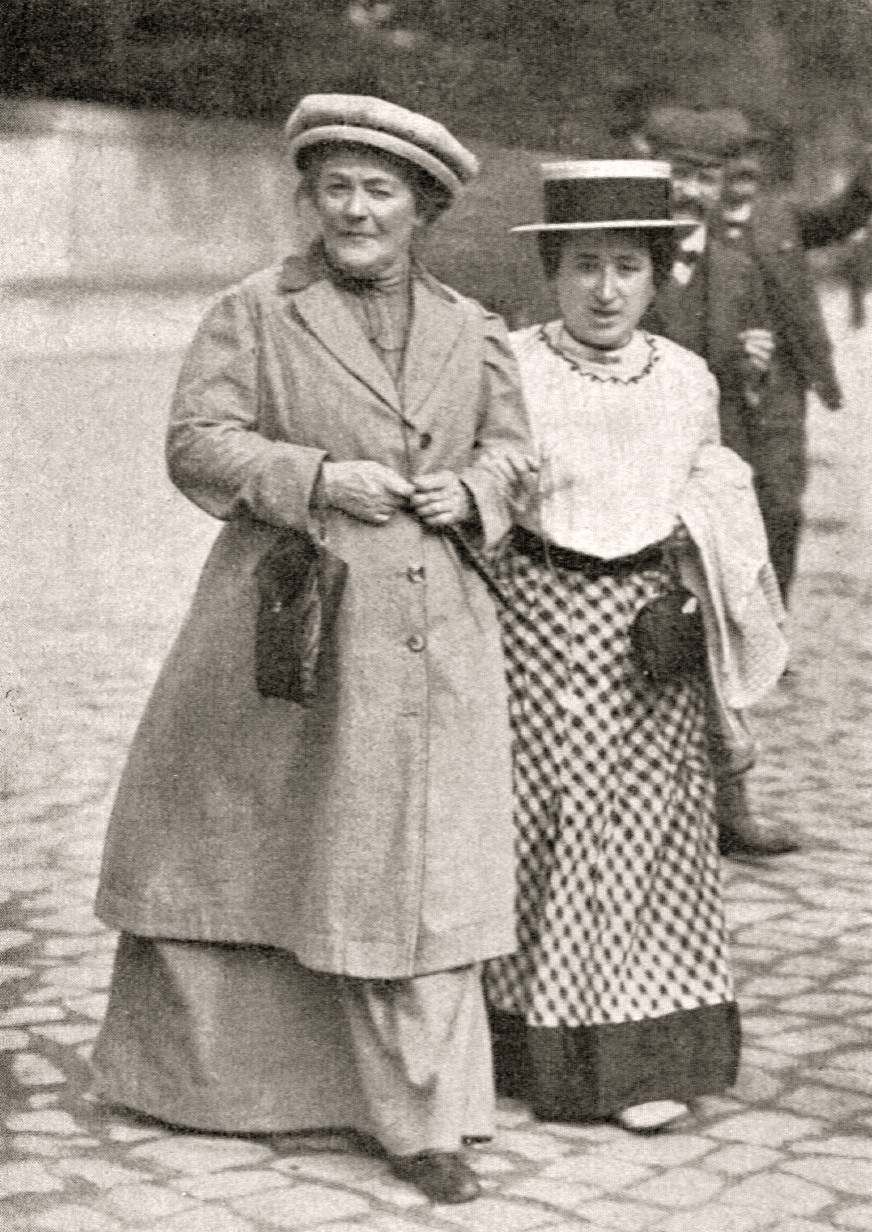
Zetkin và Rosa Luxemburg, 1910